# Je ne suis pas un héros
Pistes de À partir de maintenant
Le chanteur sans amour
(3) La seule fille que j'aime
(5)
Je ne suis pas un héros est une chanson française écrite et composée par Daniel Balavoine en 1980.

## Histoire
Singles de Daniel Balavoine
La vie ne m'apprend rien
(1980) Vivre ou survivre
(1982)
Pistes de Un autre monde
Lipstick Polychrome
(4) Détournement
(6)
Singles de Johnny Hallyday
Cadillac
(1990) Diego libre dans sa tête (version live Bercy 1990)
(1991)
En 1980, Daniel Balavoine est devenu en l'espace de deux ans un chanteur reconnu grâce à l'énorme succès du Chanteur et à sa participation dans l'opéra-rock Starmania, mais aussi pour ses prises de position comme lors de son intervention lors du journal télévisée d'Antenne 2 Midi, où il interpelle François Mitterrand, le 19 mars 1980. Hallyday avait déjà exprimé en 1979 qu'il appréciait ce nouveau venu dans la chanson française auquel il trouve beaucoup de talent et affirme voir en lui la « vedette de demain ». L'année suivante, Daniel Balavoine et Johnny Hallyday se rencontrent. 
Une amitié forte et rapide lie les deux hommes. Balavoine écrit Je ne suis pas un héros spécifiquement pour Hallyday, qui l'enregistre en février 1980 lors des sessions pour l'album À partir de maintenant, qui parait le 25 juin de la même année.
Je ne suis pas un héros n'est pas proposé en single et, ne semblant pas être considérée une chanson phare, reste un simple titre de l'album,. 
Balavoine, convaincu du potentiel « tubesque » de Je ne suis pas un héros, reprend alors à son propre compte la chanson et l'enregistre en août 1980 pour son quatrième album, Un autre monde. L'album sort en novembre,. La version de Balavoine (qu'il dédie à un certain « Jean-Philippe Smet » ),  sort en 45 tours en face B de Lipstick Polychrome. 
Au cours d'un entretien il déclare : « Johnny m'avait dit : "...Pourquoi tu ne la chantes pas ? ...". À l'époque, je n'y pensais pas du tout. Donc, Johnny l'a enregistrée mais, sans le mettre en cause, ce n'est pas devenu ce que je souhaitais. Je pensais vraiment que ce serait la chanson numéro un d'Hallyday cette année car personne n'avait jamais fait ça avec lui avant. Ce que j'aurais aimé, c'est réaliser la chanson avec Johnny, faire les claviers.
Enfin, j'espère que ce n'est pas terminé et qu'on retravaillera ensemble. C'est pour cela que j'ai chanté cette chanson un peu comme j'aurais aimé que Johnny la chante. Je lui dédie d'ailleurs cette chanson »
La version de Balavoine obtient un franc succès et devient un incontournable de son répertoire.
Johnny Hallyday, sur la scène de Bercy en 1990, inscrit pour la première fois Je ne suis pas un héros au programme de son nouveau spectacle, en hommage à Daniel Balavoine, tragiquement décédé en 1986, lors d'un accident d'hélicoptère durant le Paris-Dakar. 
Cette version enregistrée en public, sort en single en novembre (voir album live Dans la chaleur de Bercy), mais en pleine actualité de la guerre du Golfe, certains y voyant une allusion doublée d'une provocation, la chanson est interdite de diffusion sur plusieurs radios. Les ventes du single atteignent les 40 000 exemplaires.
En 2020, la maison de disques Universal annonce dans un communiqué : « En numérisant les multipistes de l'album "À partir de maintenant" de Johnny, la découverte a été faite: deux prises de voix d'Hallyday et Balavoine étaient sur la même bande 2 pouces ». Cette découverte permet l'édition, supervisée par Andy Scott, l’ancien ingénieur son et ami de Daniel Balavoine, d'un duo des deux chanteurs interprétant la chanson ; cette version est disponible dans l'album Daniel Balavoine : L'Album de Sa Vie. Selon le label Panthéon : « La bande magnétique a été nettoyée et recalibrée sous l'oeil vigilant d'Andy Scott ».

## Classements hebdomadaires
Version de Johnny Hallyday :
| Classement (1991) | Meilleure position |
| ----------------- | ------------------ |
| France            | 18                 |

## Reprises
- La reprise de Star Academy 5 sera parodiée de nombreuses fois : Je ne suis plus un héros par Le 6-9, Je chante comme un blaireau par Cauet et Je ne suis pas à l'euro par « Daniel Trezeguet » (« fusion » entre Daniel Balavoine et David Trezeguet) qui produira un véritable buzz sur internet[réf. nécessaire].

- La chanson ouvre le spectacle 2017 des Enfoirés, Mission Enfoirés.